# Сиволап, Поликарп Филиппович
Сиволап Поликарп Филиппович (23 февраля 1894, Кривой Рог — 28.8.1938, Бутово-Коммунарка или 19.10.1942, Куйбышевская область) — активный участник революционного движения, организатор первых отрядов Красной гвардии на Криворожье. Советский партийный и хозяйственный деятель.

## Биография
Родился 23 февраля 1894 года в Кривом Роге в семье рабочего. Образование среднее.
В 1913–1917 — рабочий на криворожских рудниках Ингулецком, Лихмановском, Карнаса, Ковалевского. 
Член РСДРП с 1912 года, с апреля 1917 года — член РСДРП(б). В апреле 1917 года формировал отряды Красной гвардии в Кривом Роге. С июля 1917 — член Криворожского совета Екатеринославской губернии, затем член Криворожского революционного комитета, исполнительного комитета Криворожского городского совета. Участник вооружённого восстания за власть Советов в январе 1918 года на Криворожье. Делегат 2-го Всеукраинского съезда Советов (март 1918 года) — избран членом Всеукраинского центрального исполнительного комитета. Участник Гражданской войны. В июле 1918 — апреле 1919 на подпольной работе против австро-немецких оккупантов, командующий партизанским отрядом (Новомосковский уезд), председатель исполнительного комитета Криворожского уездного совета. В 1919—1920 служил в РККА.
С 1920 года председатель Криворожского революционного комитета; в марте 1920 — председатель Исполнительного комитета Криворожского уездного совета. В 1920—1921 — на советской работе в Екатеринославе и на Урале. В 1921 председатель Джанкойского революционного комитета, председатель Ялтинского революционного комитета (Крымская АССР). В 1921—1923 — уполномоченный Народного комиссариата рабоче-крестьянской инспекции УССР в Екатеринославской губернии; в 1923—1924 — управляющий Южно-рудным трестом в Харькове. В 1924 председатель Одесского губернского совнархоза; В 1925—1927 — председатель Исполнительного комитета Николаевского окружного совета.
В 1927 первый заместитель народного комиссара финансов УССР, сотрудник Народного комиссариата лёгкой промышленности СССР, Народного комиссариата внешней торговли СССР. В 1930—1931 — уполномоченный наркомата внешней торговли СССР по Закавказской ССР; в 1934 — заместитель начальника главного управления стекольной промышленности Народного комиссариата лёгкой промышленности СССР; в 1936 — начальник строительства «Калининлегпромстрой». В июле 1938 работал управляющим Московской конторой Главного управления стеклянной промышленности Народного комиссариата лёгкой промышленности СССР.
Арестован 14 июля 1938 года. Осуждён Военной коллегией Верховного суда СССР по обвинению в участии в контрреволюционной террористической организации. Расстрелян 28 августа 1938 года в Бутово-Коммунарке, где и похоронен. По другим данным умер 19 октября 1942 года в лагере Куйбышевской области.
Реабилитирован 22 февраля 1956 года, определением Военной коллегии Верховного суда СССР.

## Память
- До 2016 года именем Поликарпа Сиволапа была названа улица в Центрально-Городском районе Кривого Рога[2].
- Памятная доска, установленная в октябре 1977 года в начале бывшей улицы Сиволапа.